# Soumia Ouaicha
Soumia Ouaicha, née le 20 décembre 1999, est une coureuse cycliste marocaine.

## Palmarès sur piste

### Championnats d'Afrique
- Casablanca 2018
  -  Médaillée d'argent de la poursuite par équipes

## Palmarès sur route
- 2017
  - 3e du championnat du Maroc du contre-la-montre juniors